# بيرسونا 3 ذا موفي: 1 سبرنغ أوف بيرث
بيرسونا 3 ذا موفي: 1 سبرنغ أوف بيرث
(باليابانية: 劇場版「ペルソナ3」第１章، بالروماجي: Gekijōban Perusona 3 Dai Ichi Shō) هو فيلم أنمي ياباني من إخراج نورياكي أكيتايا ومن تأليف جون كوماغاي، ومن إنتاج شركة أنمي إنترنشنل. الفيلم مقتبس من لعبة الفيديو برسونا 3 من تطوير أتلس نشرت في عام 2006. عرض الفيلم في اليابان في 23 نوفمبر عام 2013.

## القصة
تدور أحداث القصة عن ماكوتو يوكي الذي يجد نفسه عند وصوله إلى مدينة إيواتوداي يستخدم قوة غامضة تسمى بيرسونا، لقيادة مجموعة تُعرف باسم "سيز" في معارك ضد كيانات الظلال. عندما يبدأون في كشف أسرار ما يُعرف باسم "الساعة المظلمة"، يواجه "ماكوتو" وأصدقاؤه الجدد العديد من الأعداء والتحديات.

## الشخصيات

### الشخصيات الرئيسية
ماكوتو يوكي
أداء صوتي: أكيرا إيشيدا
يوكاري تاكيدا
أداء صوتي: ميغومي تويوغوتشي
جونبي إيوري
أداء صوتي: كوسكي توريومي
ميتسورو كيريجو
أداء صوتي: ريه تاناكا
أكيهيكو سانادا
أداء صوتي: هيكارو ميدوريكاوا
فوكا ياماغيشي
أداء صوتي: ماميكو نوتو
شينجيرو أراغاكي
أداء صوتي: كازويا ناكاي
إيغور
أداء صوتي: إيسامو تانوناكا
إليزابيث
أداء صوتي: ميوكي ساواشيرو

### شخصيات أخرى
شوجي إيكوتسوكي
أداء صوتي: هيديوكي هوري
ناتسوكي مورياما
أداء صوتي: أتسومي تانيزاكي
سيد إيساكو توريومي
أداء صوتي: يوكا كوماتسو
هيديتوشي أوداغيري
أداء صوتي: هيرواكي ميورا
كينجي توموتشيكا
أداء صوتي: كينجي نوجيما

## وصلات خارجية
- الموقع الرسمي باللغة اليابانية
- بيرسونا 3 ذا موفي نسخة محفوظة 5 مارس 2018 على موقع واي باك مشين. على موقع أنيبلكس باللغة اليابانية
- بيرسونا 3 ذا موفي: 1 سبرنغ أوف بيرث على موقع IMDb (الإنجليزية)
- بيرسونا 3 ذا موفي: 1 سبرنغ أوف بيرث على موقع نتفليكس (الإنجليزية)
- بيرسونا 3 ذا موفي: 1 سبرنغ أوف بيرث على موقع أول موفي (الإنجليزية)
- بيرسونا 3 ذا موفي: 1 سبرنغ أوف بيرث على موقع فيلمافينيتي (الإسبانية)
- بيرسونا 3 ذا موفي: 1 سبرنغ أوف بيرث على موقع قاعدة بيانات الفيلم (الإنجليزية)
- بيرسونا 3 ذا موفي: 1 سبرنغ أوف بيرث على موقع ليتربوكسد (الإنجليزية)
- بيرسونا 3 ذا موفي: 1 سبرنغ أوف بيرث على موقع كينوبويسك (الروسية)
- بيرسونا 3 ذا موفي: 1 سبرنغ أوف بيرث على موقع ANN anime (الإنجليزية)